# Maestro Simone
Maestro Simone, italijanski slikar, * ?, Neapelj, † 1346.